# غيغال
غيغال (بالفارسية: گیگال) هي مستوطنة تقع في قسم اني الريفي في إيران. يقدر عدد سكانها بـ 82 نسمة .